# Инкит
Инкит — реликтовое озеро на Пицундском мысе, в Абхазии, на территории Гагрского района. Находится на уровне моря, площадь зеркала 0,4 км², наибольшая глубина 3,2 м, ёмкость воды 810 тыс. м³. Ранее из озера вытекал ручей (вода была пресной), но из-за искусственного понижения уровня воды в озеро начала просачиваться соленая морская вода. На данный момент соленость составляет — 5 гр/л. В западной и центральной частях полуострова Пицунда расположено 8 реликтовых озёр. Инкит — одно из них.

## Фауна
До последнего времени в озере обитало 10 видов рыб.

## История
Озеро образовалось 2-3 тыс. лет назад в результате прибойной деятельности морских волн. В 1920-х годах местность вокруг озера была сильно заболочена и представляла собой рассадник малярийных комаров. В 1931 году в озеро выпустили рыбу гамбузию, в результате чего комары были полностью истреблены, и появилась возможность развивать курорт Пицунда.
В в 1943 году на акватории озера базировались гидросамолёты 82-й отдельной морской разведывательной авиационной эскадрильи ВВС ЧФ.